# 23 nivôse
23 frimaire 23 pluviôse
Le tridi 23 nivôse, officiellement dénommé jour du fer, est le 113e jour de l'année du calendrier républicain.
C'était généralement le 12e jour du mois de janvier dans le calendrier grégorien.